# (7932) Plimpton
(7932) Plimpton – planetoida z pasa głównego asteroid okrążająca Słońce w ciągu 3 lat i 252 dni w średniej odległości 2,39 j.a. Została odkryta 7 kwietnia 1989 roku w Obserwatorium Palomar przez Eleanor Helin. Nazwa planetoidy pochodzi od George'a Plimptona (1927-2003), amerykańskiego pisarza, redaktora i aktora. Przed nadaniem nazwy planetoida nosiła oznaczenie tymczasowe (7932) 1989 GP.